# 하재영
하재영(河載永, 1952년 10월 19일 ~ )은 대한민국의 배우이다.

## 생애
하재영은 연극 분야에 뜻을 두어 경희대학교 정치외교학과를 중퇴하였고, 이후 서울예술대학 연극학과를 졸업하였다. 1974년 연극배우로 첫 데뷔하였고 이듬해 1975년에 영화 《바보들의 행진》으로 영화배우 데뷔하였다.

## 학력
- 경희대학교 정치외교학과 중퇴
- 서울예술전문대학 연극학과 전문학사

## 출연작

### 영화
- 1975년 《바보들의 행진》 ... 영철 역
- 1975년 《숲과 늪》
- 1976년 《걷지말고 뛰어라》
- 1976년 《여자를 찾습니다》
- 1980년 《병태와 영자 (속)》 ... 병태 역
- 1981년 《오늘밤은 참으세요》
- 1982년 《애인》
- 1982년 《애마부인》 ... 청년 역
- 1982년 《여자의 함정》
- 1983년 《비련》
- 1983년 《백구야 훨훨 날지마라》
- 1983년 《오마담의 외출》
- 1983년 《바람 바람 바람》
- 1983년 《엑스》
- 1984년 《애마부인2》 ... 동엽 역
- 1984년 《스무해 첫째날》
- 1984년 《만삭》
- 1984년 《낮과 밤》
- 1984년 《그 여름의 마지막 날》
- 1985년 《이방인》
- 1985년 《여자는 한번 승부한다》
- 1985년 《불의 회상》
- 1985년 《설마가 사람잡네》
- 1985년 《안녕 도오쿄》
- 1985년 《열아홉살 쌩머리》 ... 남준 역
- 1986년 《갈매기의 꿈》
- 1986년 《단》
- 1986년 《사랑의 미로》
- 1987년 《딱 한번 만나요》
- 1987년 《실연클럽》
- 1987년 《뜨겁고 깊은겨울》
- 1987년 《빙해》
- 1988년 《미리 마리 우리 두리》
- 1988년 《청춘펀치》 ... 동태 역
- 1990년 《꿈꾸는 식물》 ... 민기 역
- 1990년 《애견부인》
- 1992년 《두 남자와 장미 모텔》
- 1992년 《서울 야누스》
- 1992년 《나 이제 너를 잊으리》
- 1992년 《이별아닌 이별》
- 1992년 《비키니섬 이야기》
- 1992년 《뜨거운 바다》
- 1993년 《연인들의 멜로디》
- 1993년 《불꽃슛 통키》 ... 송진우 역
- 1994년 《증발》
- 1995년 《소낙비》
- 1997년 《그는 나에게 지타를 아느냐고 물었다》
- 1998년 《강원도의 힘》
- 2000년 《사슬》
- 2005년 《엄마》 ... 아버지 역

### TV 드라마
- 1988년 KBS 《열두 발자국》
- 1990년 MBC 《완전한 사랑》 ... 윤두섭 역
- 1995년 SBS 《째즈》
- 1996년 KBS 《컬러 - 갈색》
- 2001년 MBC 《베스트극장 - 바다끝 물고기》
- 2001년 SBS 《아름다운 날들》 ... 이영준 역
- 2002년 KBS2 《겨울연가》... 정현수 역
- 2002년 SBS 《유리구두》 ... 김현호 역
- 2003년 SBS 《천국의 계단》 ... 한수하 역
- 2004년 SBS 《남자가 사랑할 때》 ... 서태천 역
- 2005년 KBS 《드라마시티 - 고포여인숙》
- 2006년 MBC 《90일, 사랑할 시간》 ... 고왕봉 역
- 2007년 MBC 《궁S》 ... 효성대공 역
- 2008년 SBS 《워킹맘》 ... 장경태 역
- 2010년 NHK 《오사카 러브 & 소울: 이 나라에 산다는 것》
- 2016년 tvN 《디어 마이 프렌즈》 ... 대철 역 (특별출연)
- 2019년 KBS 《왜그래 풍상씨》 ... 이주길 역 (특별출연)

### 라디오 프로그램
- 2016년 EBS FM 《EBS 책 읽는 라디오 낭독 시리즈》

## 가족 관계
- 아내 김은자
- 딸 하규연
- 딸 하주연(여성 4인조 그룹 전 쥬얼리 멤버)